# Derek Magyar
Derek Magyar (Ungheria, 18 luglio 1980) è un attore e regista statunitense.
È particolarmente conosciuto per aver diretto e prodotto il film Flying Lessons.

## Filmografia

### Film
- Last Stop, regia Todd S. Kniss (2003)
- The Projects Lumiere, regia di Waleed Moursi (2004)
- Boy Culture, regia di Q. Allan Brocka (2006)
- On Killing, regia Andres Torres-Vives (2008)
- Train, regia di Gideon Raff (2008)
- No One Lives, regia di Ryūhei Kitamura (2012)
- Phantom, regia di Todd Robinson (2013)

### Serie TV
- JAG - Avvocati in divisa - serie TV (2003)
- Boston Legal - serie TV (2004)
- Enterprise - serie TV (2005)
- Streghe (Charmed) - serie televisiva (2005)
- Dirt - serie TV (2007-2008)
- Medium - serie TV (2009)
- The Cape - serie TV (2011)
- Criminal Minds - serie TV (2012)
- Major Crimes - serie TV (2012)
- Army Wives - serie TV (2012)
- NCIS - Unità anticrimine - serie TV (2013)
- I giorni della nostra vita - serie TV (2013)
- Boy Culture TV - serie TV (2013)
- Strike Back - serie TV (2013)
- CSI - Scena del crimine - serie TV (2013)

### Regista
- Flying Lessons (2010)

## Doppiatori italiani
Nelle versioni in italiano delle opere in cui ha recitato, Derek Magyar è stato doppiato da:
- David Chevalier in Star Trek: Enterprise
- Massimo Triggiani in No One Lives
- Raffaele Carpentieri in Major Crimes
- Roberto Gammino in Criminal Minds
- Stefano Thermes in NCIS - Unità anticrimine
- Gianluca Cortesi in The Offer